# Storm (Marvel Comics)
Storm là siêu anh hùng hư cấu, xuất hiện trong sách truyện tranh Mỹ, do Marvel Comics xuất bản. Nhân vật được tạo bởi Len Wein và Dave Cockrum, lần đầu tiên xuất hiện trong Giant-Size X-Men #1 (tháng 5 năm 1975). Ý tưởng ban đầu của Cockrum là về một nhân vật nam có sức mạnh kiểm soát thời tiết. Tất cả thay đổi sau khi ông nhận ra rằng nhiều nhân vật nữ có khả năng liên quan đến mèo, ý tưởng đầu tiên của ông về một nữ anh hùng da đen được tạo ra.
Xuất thân là nữ tư tế ở Châu Phi, Storm sinh ra với khả năng siêu phàm, còn được biết đến là người đột biến. Cô có thể kiểm soát thời tiết, không khí và được coi là một trong những dị nhân mạnh nhất hành tinh.
Ororo Munroe là công chúa của bộ lạc Kenya, cha là phóng viên ảnh người Mỹ, Storm được nuôi dưỡng ở Harlem và Cairo. Cô trở thành một đứa trẻ mồ côi sau khi cha mẹ cô bị giết giữa cuộc xung đột của người Ả Rập. Sự cố vào thời điểm này cũng làm tổn thương Munroe, khiến cô mắc phải hội chứng sợ không gian kín nên cô phải vật lộn với cuộc sống.
Dưới sự dạy dỗ của một tên trộm bậc thầy, Munroe đã trở thành một kẻ móc túi lành nghề. Sau cuộc gặp gỡ giữa cô và Giáo sư X, ông đã thuyết phục Munroe tham gia nhóm X-Men và sử dụng khả năng của mình cho mục đích cao cả hơn. Sở hữu khả năng đều khiển tự nhiên và sức mạnh ghê gớm của riêng mình, Storm đã từng dẫn dắt nhóm X-Men, đồng thời cô cũng là thành viên của các đội siêu anh hùng như Avengers và Fantastic Four.
Nhân vật lần đầu tiên được Halle Berry thủ vai trong bộ phim X-Men năm 2000, và Alexandra Shipp thủ vai trong X-Men: Apocalypse năm 2016. Năm 2011, cô được xếp hạng 42 trong "Top 100 anh hùng truyện tranh" do IGN xếp hạng.

## Năng lực và sức mạnh

### Kiểm soát thời tiết
Storm là một trong những dị nhân mạnh nhất trên Trái Đất, cô đã thể hiện rất nhiều khả năng, nhưng chủ yếu là thao túng thời tiết. Cô sở hữu khả năng tâm linh cho phép cô kiểm soát tất cả các dạng thời tiết trên một khu vực rộng lớn, cả ở bên trong và ngoài hệ sinh thái Trái Đất. Cô có thể thay đổi nhiệt độ môi trường, thao túng tất cả các dạng mưa, tình trạng ẩm thấp và độ ẩm (ở cấp độ phân tử), tạo ra tia sét và các hiện tượng khí quyển điện từ khác và kiểm soát khí áp một cách hoàn hảo. Cô có thể kiểm soát sức mạnh của các dạng bão khí tượng như lốc xoáy, sấm sét, bão tuyết, cuồng phong và cả sương mù, cô cũng có thể làm tan biến mây để trời trong xanh trở lại.
Khả năng kiểm soát thời tiết hoàn hảo cho phép cô tạo ra những hiệu ứng thời tiết đặc biệt. Cô có thể tăng hay giảm lượng mưa tùy ý, tạo ra gió lốc bay theo chiều dọc ở bất kì hướng nào, tập trung điện từ xung quanh để phóng ra tia điện, đóng băng chớp nhoáng người và vật, kết hợp các chất ô nhiễm trong khí quyển lại với nhau để tạo ra mưa a-xít, sương độc. Storm có thể tạo ra các luồng gió đủ mạnh để giúp cô bay được ở độ cao và tốc độ lớn. Khả năng kiểm soát của cô mạnh tới mức có thể thao túng cả không khí trong phổi của người. Cô thậm chí có thể kiểm soát áp suất ở phần tai trong, gây ra những cơn đau điếng người. Cô còn có thể bẻ cong ánh sáng nhờ độ ẩm trong không khí và khả năng thao túng sương mù để kiến cô gần như vô hình.
Storm còn có thể điều khiển cả những hiện tượng thiên nhiên khác như bão vũ trụ, gió Mặt Trời, các dòng hải lưu và từ trường. Cô còn có thể điện phân nước thành oxy và hiđrô, cho phép cô thở dưới nước. Khi ở ngoài không gian, cô còn có thể điều khiển các phương tiện liên sao và liên thiên hà. Storm có thể thay đổi thị giác để thấy được cả vũ trụ thông qua các kiểu năng lượng, phát hiện ra các dòng chảy động năng, nhiệt năng và năng lượng điện từ đằng sau các hiện tượng thiên nhiên và bẻ cong các năng lượng này tùy ý của cô.
Storm rất nhạy cảm với động lực của thế giới tự nhiên, và khả năng kiểm soát thời tiết này bị ảnh hưởng bởi cảm xúc trong người cô. Hậu quả là cô thường phải áp chế các cảm xúc mãnh liệt để ngăn chặn các trạng thái cảm xúc gây ra các hiện tượng thời tiết cực đoan. Cô từng cảm nhận được một cái cây bị bệnh đang chết dần ở sân nhà dinh thự của giáo sư X, phát hiện ra các vật thể trong nhiều môi trường thiên nhiên khác nhau - bao gồm cả nước, và cảm nhận được sự chuyển động không chính xác của một cơn cuồng phong ở Bắc bán cầu và ứng suất hấp dẫn của thủy triều của Mặt Trăng và Mặt Trời cũng như sự rối loạn từ quyển của hành tinh. Storm có thể thấy cả Trái Đất dưới các kiểu dạng thời tiết và nhận biết được chính xác vị trí địa lý của cô thông qua sự biểu diễn của các kiểu dạng trên. Thế nhưng sức mạnh của Storm bị giới hạn bởi nghị lực và sức khỏe của cô. Các Sentinel đã xếp Storm vào hàng các dị nhân cấp bậc Omega.
Trong sự kiện House of X 1, Storm đã được xác nhận là dị nhân cấp Omega.